# Trabzon
Trabzon là một thành phố tự trị (büyük şehir) đồng thời cũng là một tỉnh (il) của Thổ Nhĩ Kỳ. Các tỉnh và thành phố giáp ranh gồm: Giresun về phía tây, Gümüşhane về phía tây nam, Bayburt về phía đông nam và Rize về phía đông. Đây là nơi sinh sống của nhiều cộng đồng Hồi giáo nhỏ nói tiếng Pontic .

## Tổng quan
Nằm bên bờ Biển Đen của đông bắc Thổ Nhĩ Kỳ ở vị trí quan trọng chiến lược, Trabzon là một trong những thành phổ cảng cổ nhất ở Anatolia, trên trục con đường tơ lụa lịch sử, trở thành nơi hội tụ của các tôn giáo, ngôn ngữ và văn hóa trong nhiều thế kỷ, là cửa ngõ thương mại với Iran ở phía đông nam và vùng Caucasus ở phía đông bắc. Các nhà buôn Venezia và Genova thương thăm viếng Trebizond trong thời trung cổ và bán lụa, vải lanh và vải len, với Cộng hòa Genoa có một thuộc địa của thương gia quan trọng trong thành phố mà là tương tự như Galata gần Constantinople (bắc qua Sừng Vàng) ở Istanbul ngày nay. Trabzond đã tạo thành cơ sở của một số quốc gia trong lịch sử lâu dài và là thành phố thủ đô của Đế chế Trebizond giữa giai đoạn 1204 và 1461. Trong thời kỳ Ottoman, Trabzon, vì tầm quan trọng của cổng của nó, trở thành một tâm điểm của thương mại với Iran và vùng Kavkaz.

## Hành chính

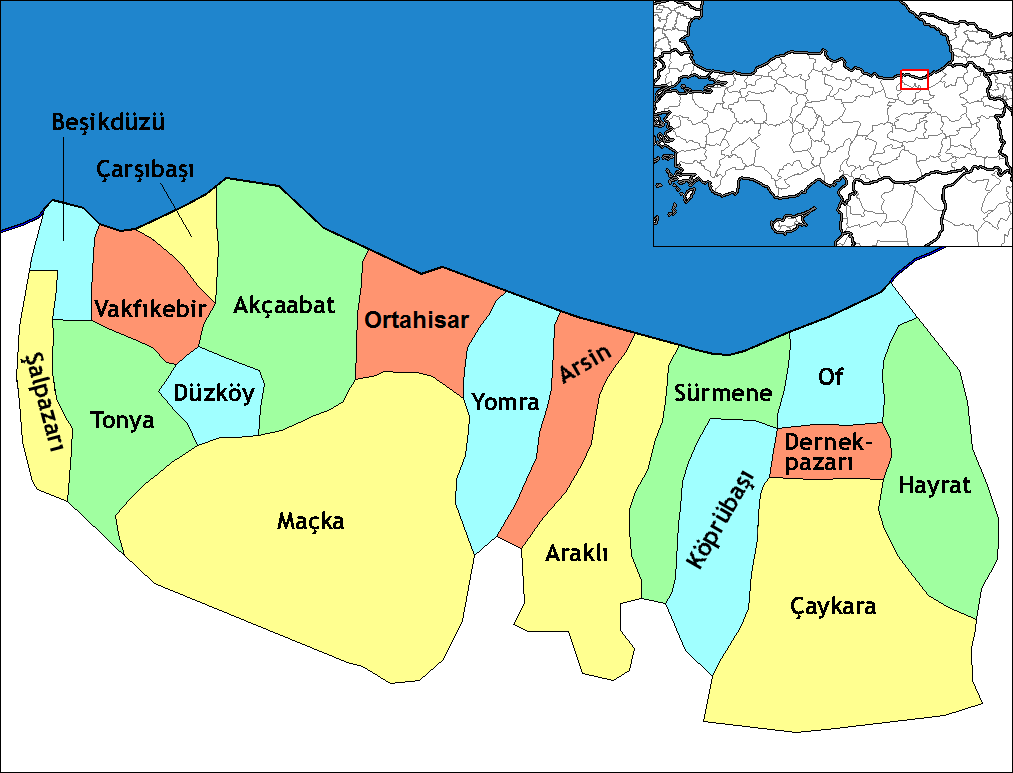
Bản đồ hành chính của tỉnh Trabzond trước 2012

Trước năm 2012, trung tâm tỉnh Trabzon trước đây là thành phố tỉnh lỵ (merkez ilçesi) Trabzon. Năm 2012, Thổ Nhĩ Kỳ thông qua luật công nhận các tỉnh có dân số trên 750.000 người là những thành phố tự trị (büyükşehir belediyeleri). Theo đó, thành phố tỉnh lỵ cũ được giải thể để thành lập huyện mới là Ortahisar. Hiện tại, thành phố được chia thành 18 huyện hành chính:
Trabzon được chia thành 18 đơn vị cấp huyện:
| - Akçaabat - Araklı - Arsin - Beşikdüzü - Çarşıbaşı - Çaykara - Dernekpazarı - Düzköy - Hayrat | - Köprübaşı - Maçka - Of - Ortahisar - Sürmene - Şalpazarı - Tonya - Vakfıkebir - Yomra |

Các huyện dọc theo 114 km bờ biển (từ tây sang đông): Beşikdüzü, Vakfıkebir, Çarşıbaşı, Akçaabat, Ortahisar, Yomra, Arsin, Araklı, Sürmene và Of. Các huyện nội địa: Tonya, Düzköy, Şalpazarı, Maçka, Köprübaşı, Dernekpazarı, Hayrat và Çaykara.

## Khí hậu
| Dữ liệu khí hậu của Trabzon                    | Dữ liệu khí hậu của Trabzon | Dữ liệu khí hậu của Trabzon | Dữ liệu khí hậu của Trabzon | Dữ liệu khí hậu của Trabzon | Dữ liệu khí hậu của Trabzon | Dữ liệu khí hậu của Trabzon | Dữ liệu khí hậu của Trabzon | Dữ liệu khí hậu của Trabzon | Dữ liệu khí hậu của Trabzon | Dữ liệu khí hậu của Trabzon | Dữ liệu khí hậu của Trabzon | Dữ liệu khí hậu của Trabzon | Dữ liệu khí hậu của Trabzon |
| Tháng                                          | 1                           | 2                           | 3                           | 4                           | 5                           | 6                           | 7                           | 8                           | 9                           | 10                          | 11                          | 12                          | Năm                         |
| ---------------------------------------------- | --------------------------- | --------------------------- | --------------------------- | --------------------------- | --------------------------- | --------------------------- | --------------------------- | --------------------------- | --------------------------- | --------------------------- | --------------------------- | --------------------------- | --------------------------- |
| Cao kỉ lục °C (°F)                             | 25.9 (78.6)                 | 30.1 (86.2)                 | 35.2 (95.4)                 | 37.6 (99.7)                 | 38.2 (100.8)                | 36.7 (98.1)                 | 37.0 (98.6)                 | 38.2 (100.8)                | 37.9 (100.2)                | 33.8 (92.8)                 | 32.8 (91.0)                 | 26.4 (79.5)                 | 38.2 (100.8)                |
| Trung bình ngày tối đa °C (°F)                 | 11.3 (52.3)                 | 11.4 (52.5)                 | 13.0 (55.4)                 | 16.3 (61.3)                 | 20.0 (68.0)                 | 24.5 (76.1)                 | 27.5 (81.5)                 | 28.1 (82.6)                 | 25.1 (77.2)                 | 21.0 (69.8)                 | 16.5 (61.7)                 | 13.1 (55.6)                 | 19.0 (66.2)                 |
| Trung bình ngày °C (°F)                        | 7.7 (45.9)                  | 7.5 (45.5)                  | 9.2 (48.6)                  | 12.2 (54.0)                 | 16.4 (61.5)                 | 20.9 (69.6)                 | 23.8 (74.8)                 | 24.4 (75.9)                 | 21.1 (70.0)                 | 17.2 (63.0)                 | 12.7 (54.9)                 | 9.5 (49.1)                  | 15.2 (59.4)                 |
| Tối thiểu trung bình ngày °C (°F)              | 5.0 (41.0)                  | 4.6 (40.3)                  | 6.2 (43.2)                  | 9.0 (48.2)                  | 13.4 (56.1)                 | 17.6 (63.7)                 | 20.6 (69.1)                 | 21.2 (70.2)                 | 17.8 (64.0)                 | 14.1 (57.4)                 | 9.6 (49.3)                  | 6.8 (44.2)                  | 12.2 (54.0)                 |
| Thấp kỉ lục °C (°F)                            | −7.0 (19.4)                 | −7.4 (18.7)                 | −5.8 (21.6)                 | −2.0 (28.4)                 | 4.2 (39.6)                  | 9.2 (48.6)                  | 11.0 (51.8)                 | 13.5 (56.3)                 | 7.3 (45.1)                  | 3.4 (38.1)                  | −1.6 (29.1)                 | −3.3 (26.1)                 | −7.4 (18.7)                 |
| Lượng Giáng thủy trung bình mm (inches)        | 88.8 (3.50)                 | 63.1 (2.48)                 | 69.3 (2.73)                 | 62.8 (2.47)                 | 55.5 (2.19)                 | 52.3 (2.06)                 | 34.7 (1.37)                 | 59.4 (2.34)                 | 85.4 (3.36)                 | 134.1 (5.28)                | 103.2 (4.06)                | 93.5 (3.68)                 | 902.1 (35.52)               |
| Số ngày giáng thủy trung bình                  | 10.82                       | 9.68                        | 11.09                       | 11.32                       | 11.00                       | 9.95                        | 7.32                        | 9.32                        | 9.64                        | 11.27                       | 9.27                        | 10.64                       | 121.3                       |
| Độ ẩm tương đối trung bình (%)                 | 69                          | 69                          | 73                          | 75                          | 77                          | 75                          | 73                          | 73                          | 74                          | 73                          | 70                          | 68                          | 72                          |
| Số giờ nắng trung bình tháng                   | 71.3                        | 84.8                        | 99.2                        | 135.0                       | 170.5                       | 192.0                       | 176.7                       | 151.9                       | 147.0                       | 127.1                       | 105.0                       | 65.1                        | 1.525,6                     |
| Số giờ nắng trung bình ngày                    | 2.3                         | 3.0                         | 3.2                         | 4.5                         | 5.5                         | 6.4                         | 5.7                         | 4.9                         | 4.9                         | 4.1                         | 3.5                         | 2.1                         | 4.2                         |
| Nguồn 1: Cơ quan Khí tượng Nhà nước Thổ Nhĩ Kỳ |                             |                             |                             |                             |                             |                             |                             |                             |                             |                             |                             |                             |                             |
| Nguồn 2: Weatherbase                           |                             |                             |                             |                             |                             |                             |                             |                             |                             |                             |                             |                             |                             |